# Annonciation (Lorenzetti)
Pour les articles homonymes, voir Annonciation (homonymie).
L'Annonciation est un tableau réalisé en 1344 par le peintre siennois Ambrogio Lorenzetti ; destiné à la Sala del Concistoro du Palazzo Pubblico de Sienne, il est conservé aujourd'hui à la Pinacothèque nationale de Sienne.

## Historique
Le tableau peint a tempera et or provient de la Sala del Concistoro du Palazzo Pubblico de Sienne, siège de l'administration municipale. C'est le dernier tableau signé et daté par Lorenzetti. L'année 1344 figure sur l'inscription au pied du tableau, avec le nom Ambruogio Lorenzi et celui des commanditaires, les magistrats de la gabelle de cette année.
Certains éléments ont été restaurés ou repeints. Norman E. Muller a montré que les paroles de l'ange, actuellement au présent (non est impossibile apud deum omne verbum, « aucune parole n'est impossible à Dieu »), étaient à l'origine au futur (non erit impossibile apud deum omne verbum). Il considère également que les deux ailes ouvertes de l'ange sont d'origine, contre d'autres analystes qui y voient l'ajout d'un restaurateur.

## Description
Le tableau a des dimensions d'environ 127 × 120 cm.
Les peintres pouvaient représenter les différents moments de l'Annonciation telle qu'elle est racontée par l'Évangile selon Luc. Lorenzetti choisit les derniers moments, lorsque Marie accepte l'Incarnation et que l'archange s'apprête à partir.
Marie porte sur les genoux un livre, signe de sa méditation interrompue par la venue de l'ange ; elle croise les bras en signe de sa soumission à Dieu, qu'elle exprime par des paroles allant en direction du ciel : ecce ancilla domini (« Voici la servante du Seigneur »). Elle dirige d'ailleurs ses regards non pas vers son interlocuteur, mais en direction du ciel d'où Dieu le père lui envoie le Saint-Esprit sous la forme d'une colombe. Enfin elle porte une boucle d'oreille, signe distinctif imposé aux jeunes femmes juives à Sienne.
L'ange tient le pouce, et non l'index, levé vers le ciel, geste unique dans les représentations de l'Annonciation.
Marie et l'ange sont séparés par une colonne, tout en faisant partie d'un même espace souligné par le pavage. Ce pavage très réaliste n'aboutit toutefois pas à un mur, mais à un fond doré.

Détails
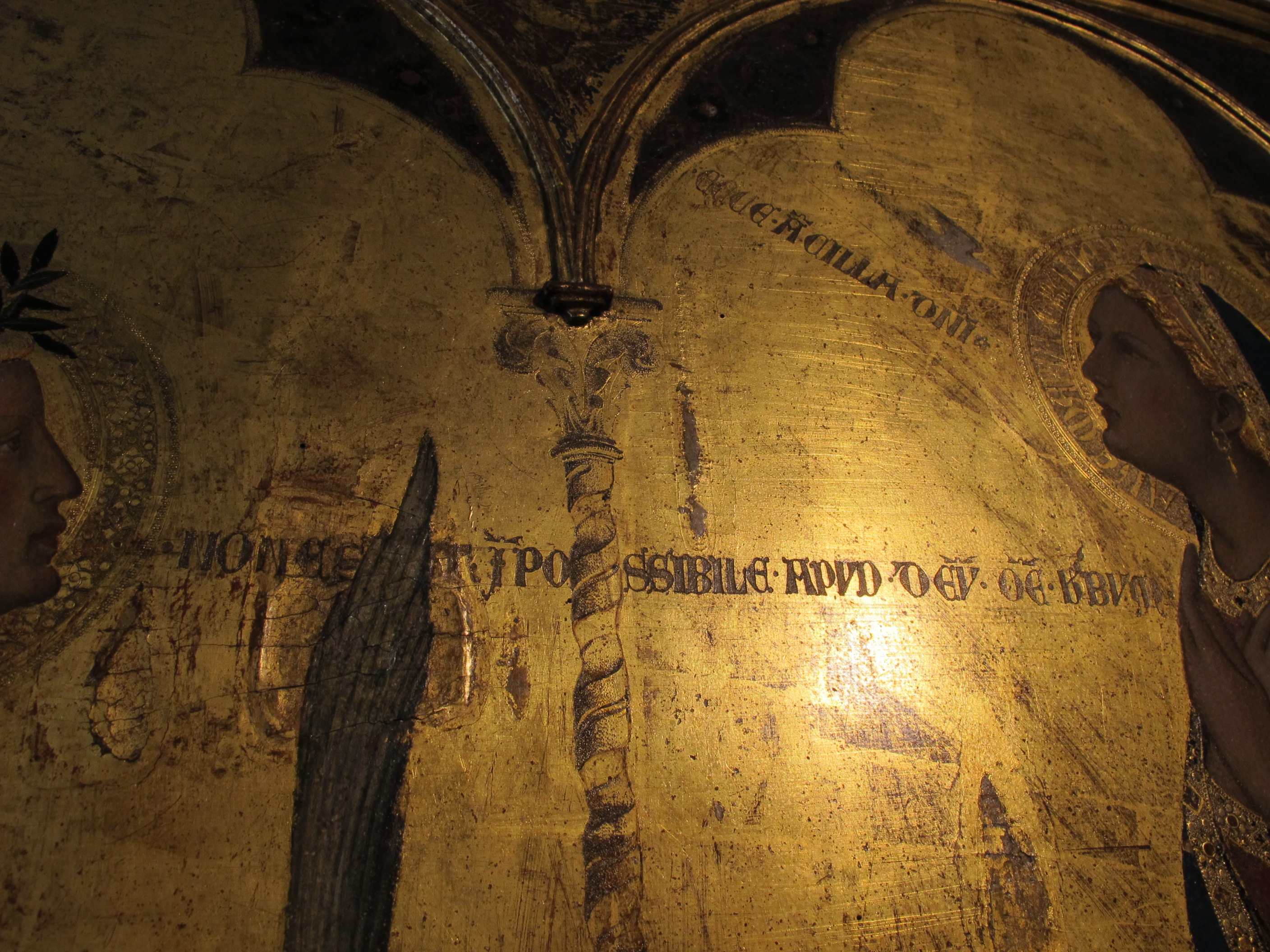
Les paroles de l'ange et de Marie.
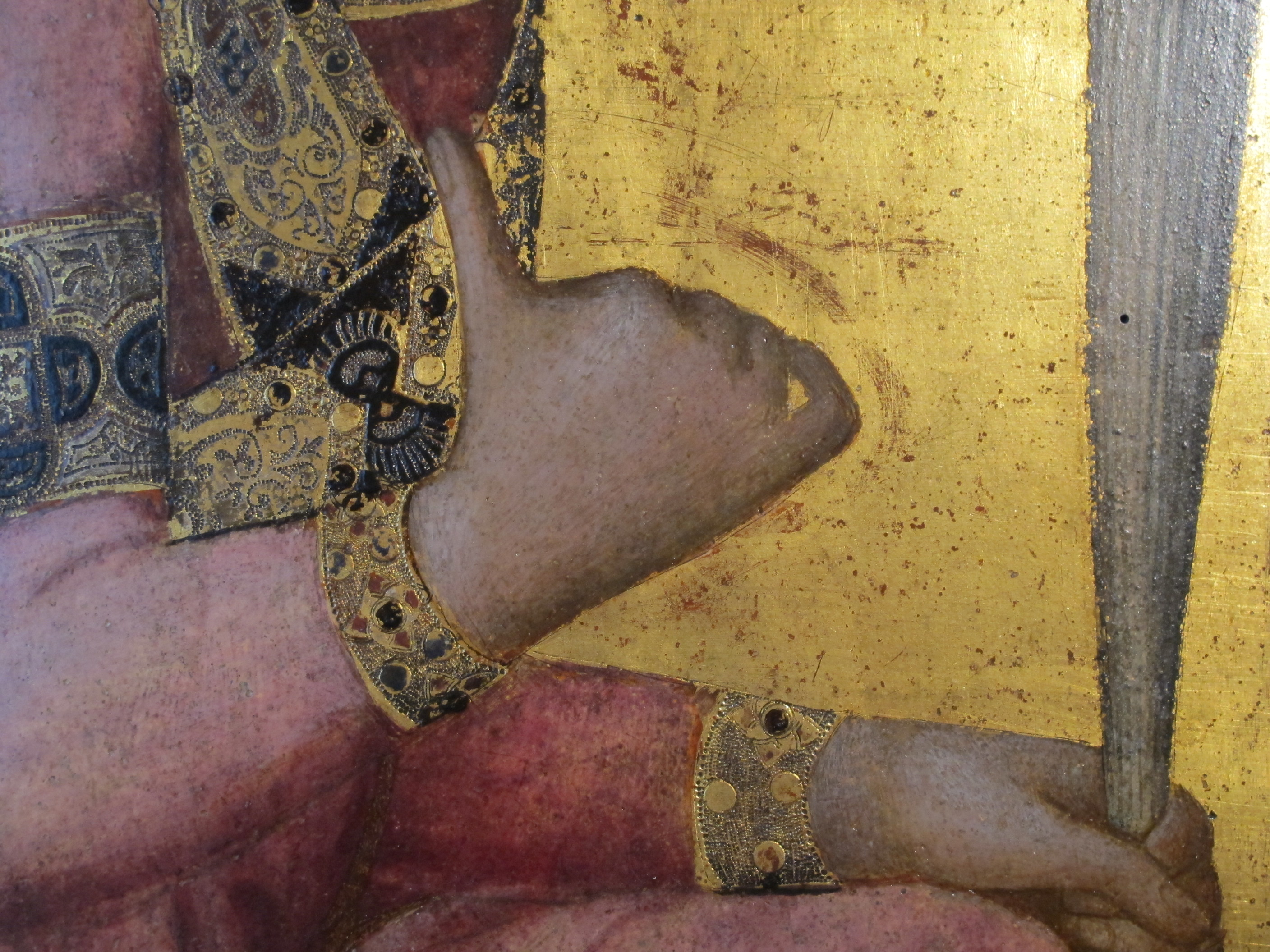
Le pouce levé de l'ange.
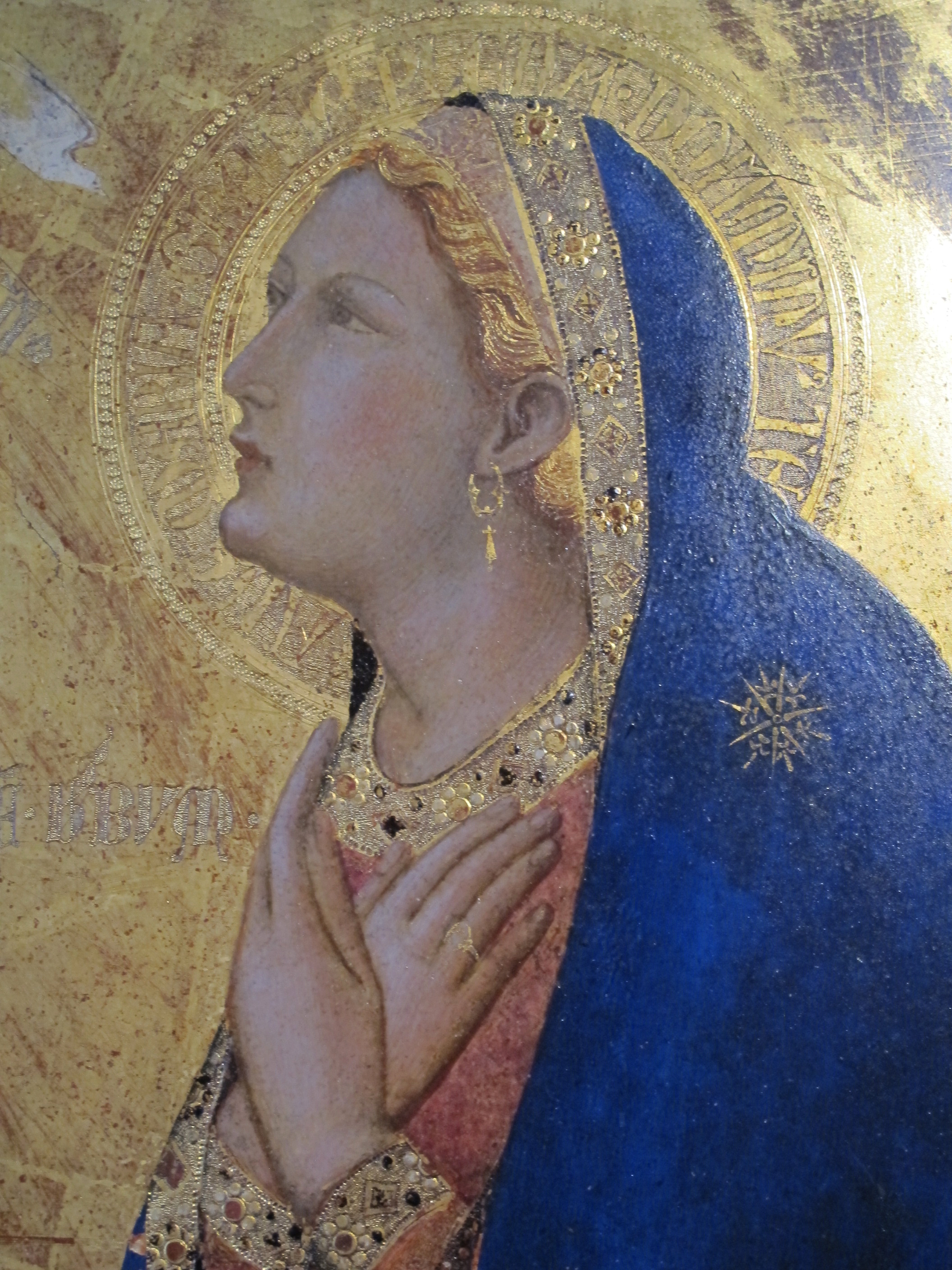
Marie.
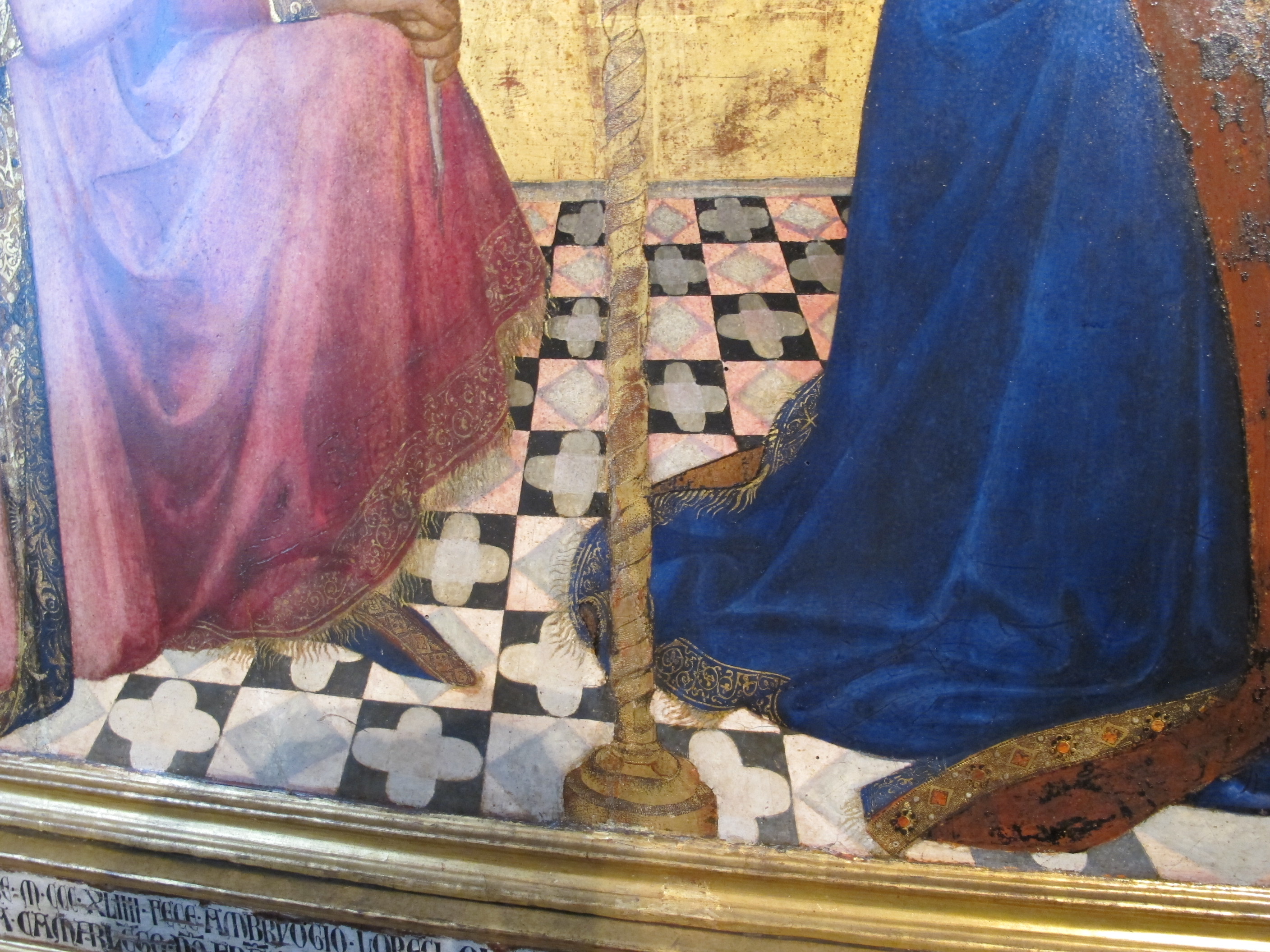
Le pavage.

## Interprétations

### L'Annonciationde Lorenzetti et les origines de la perspective
Erwin Panofsky attribuait en 1927 une importance considérable à cette Annonciation en raison de son rôle dans l'invention de la perspective en art. Pour la première fois, un artiste fait converger en un point unique les lignes perpendiculaires au plan de base. De plus, le plan de base ne se limite plus au sol d'une simple « boîte », mais s'ouvre sur un espace extensible au gré de notre imagination, dont le pavage permet de servir d'échelle aux corps qui l'occupent et de mesurer leurs positions respectives. Cette pratique ne se généralisera pas avant le siècle suivant.
Daniel Arasse nuance les propos de Panofsky en faisant observer que la Nativité de la Vierge de Pietro Lorenzetti avait déjà montré un pavement centralisé et même un point de fuite. L'Annonciation d'Ambrogio Lorenzetti, si elle possède un point de fuite, ne représente pas de manière géométrique la diminution des carreaux vers la profondeur.

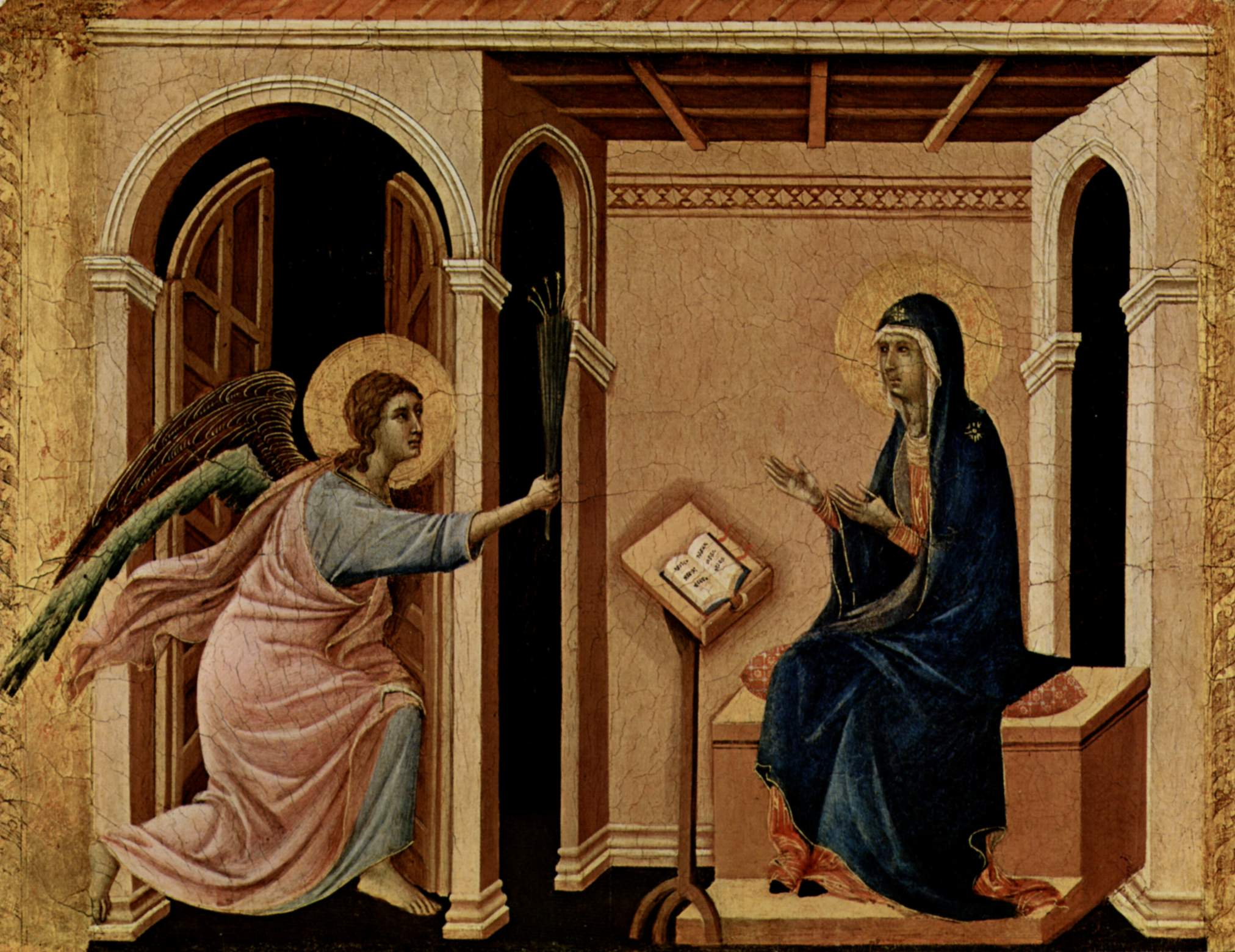
Duccio, L'Annonce de sa mort à la Vierge, Sienne.

Il fait observer par ailleurs que, dans ce tableau, le pavage permet de situer pleinement les personnages dans le lieu représenté, qui s'étend jusqu'au bord du tableau, alors que les personnages paraissent placés en avant du décor chez Duccio.
Le moment choisi, qui est celui où se réalise l'Incarnation et non celui où l'ange salue Marie, souligne le passage de l'ère sous la Loi, Marie étant montrée comme juive, à l'ère sous la Grâce. La colonne centrale fait partie du fond d'or dans sa partie supérieure, qui est incise et non peinte, mais matérielle dans sa partie basse, où elle passe devant le pavage et la robe de Marie. Ce passage de la lumière divine, incommensurable, à un espace mesurable serait une figuration de l'Incarnation.

### Annonciation de sa mort à la Vierge
Le tableau a aussi été interprété comme une Seconde Annonciation ou annonce de la mort de la Vierge, car l'archange ne porte pas à la Vierge un lys comme il est communément admis par l'iconographie chrétienne mais une palme, symbole de victoire sur la mort, comme dans le tableau de Duccio.

## Analyse
Cette Annonciation est souvent considérée comme une œuvre capitale pour la définition « moderne » d'un espace unitaire et cohérent : toutes les lignes du pavement convergent en effet vers un point central, le « point de fuite », lieu de rencontre unique de toutes les « lignes de fuite » parallèles, semble découvert. Toutefois, le développement latéral de l'espace est voilé par les personnages, la planéité du fond d'or demeure forte, d'autant qu'au premier plan, une colonne torsadée recouvre le « point de fuite » et annule l'effet spatial du pavement. La définition géométrique de l'espace par le volume et la « gestuelle » est particulièrement importante. La leçon colorée de Simone Martini n'est pas oubliée, mais Ambrogio Lorenzetti abandonne le rythme musical des courbes au profit d'une définition des masses par la lumière. Le rapport narratif est indiqué par le geste : le pouce de l'ange pourrait être repris à Giotto et contribue à faire surgir l'action vivante du personnage.